# Бахметьевский гараж
Бахме́тьевский гара́ж — комплекс сооружений бывшего гаража автобусов на улице Образцова 11 в Москве, построенный в 1927 году по проекту зодчих Константина Мельникова и Владимира Шухова для стоянки и ремонта автобусов Leyland. Архитектурный ансамбль гаража является объектом культурного наследия народов РФ и охраняется государством.

## Описание
Здание Бахметьевского гаража — памятник архитектуры советского авангарда; стоит в ряду оригинальных построек двадцатых годов XX века отличается уникальной пространственной композицией и ярким художественным образом. Бахметьевский гараж — часть архитектурного комплекса Бахметьевского автобусного парка (позднее — 3-го автобусного парка ГУП «Мосгортранс»), в состав которого, помимо здания гаража, входят административный корпус и здание авторемонтных мастерских, также признанные объектами культурного наследия.
В 1999 году 3-й автобусный парк был переведён в Бибирево, а ранее занимаемая им территория (3,057 га со строениями) в 2001 году была передана Правительством Москвы в безвозмездное временное пользование религиозной организации — Московской Марьино-рощинской Еврейской общине «для эксплуатации и поддержания существующих зданий и инженерных систем в рабочем состоянии на период проектирования и строительства учебно-воспитательного и спортивно-досугового комплекса в 2001—2005 гг.» и создания Российского еврейского музея толерантности. 12 июня 2008 года в здании Бахметьевского гаража был открыт Центр современной культуры «Гараж».

## Предпосылки строительства и возникновение идеи
Началом организованного автобусного движения в Москве принято считать 1924 год, когда началось регулярное движение по «дачной» линии от Пресненской заставы до Серебряного бора. На линии работало несколько импортных и самодельных автобусов, переделанных из грузовиков.
Эксплуатация этого маршрута дала хорошие результаты, и в том же году была открыта первая внутригородская автобусная линия от Каланчёвской площади до Тверской заставы. Для этой линии в Великобритании были закуплены восемь 28-местных автобусов «Лейланд».
В январе 1925 года прибыли ещё 16 «Лейландов», что позволило открыть дополнительно два новых маршрута. В конце 1927 года в Москве работали уже 18 автобусных линий, по которым курсировали 130 автобусов. Поступление большого количества автобусов вынудило Московское коммунальное хозяйство (МКХ), в ведении которого тогда находилось управление общественным транспортом столицы, всерьёз задуматься о строительстве в Москве специальных автобусных гаражей.
Первый в Москве автобусный парк для английских автобусов был построен в 1926 году на Большой Ордынке по проекту архитектора М. Е. Приёмышева с использованием складских построек Покровской мануфактуры. Он оказался крайне неудобен для этой функции. Ордынский автобусный парк стал для Константина Мельникова местом авторского замысла Бахметьевского гаража:

…я выехал на Ордынку и увидел: заграничных щёголей дёргали передним, задним ходом, — вспоминал К. Мельников, — с бранью пятили, укладывая на ночлег. Жаль стало истраченных слитков золота. В грёзах «Лейланд» рисуется мне породистым конём, он сам ставит себя на своё место в манеже. А машинам? Изъять из движения острые углы — получим прямоточную систему.

Интерес Мельникова к разворачивавшемуся в Москве гаражному строительству предопределили сделанные им проекты гаражей для Парижа. Популярность архитектуры построенного К. С. Мельниковым павильона СССР для Международной выставки декоративного искусства и художественной промышленности в Париже привела к тому, что автор получает в 1926 году ряд предложений и заказов, среди которых проект гаража вместимостью в тысячу машин. Мельников разработал два альтернативных варианта проекта с оригинальной идеей размещения гаражей над мостами через Сену: полупрозрачный стеклянный куб со стоянками в десять этажей и поднятое над уровнем земли здание с консольно-подвесными конструкциями. Уже в проекте гаража над мостами Сены Мельников использует новый приём размещения автомашин, при котором заезд на стоянку и выезд с неё осуществляется без использования заднего хода. Парижским проектам не суждено было реализоваться, однако ряд возникших при проектировании парижских гаражей архитектурных идей был использован архитектором при проектировании гаражей в Москве.
Вернувшись из Парижа, Мельников углубился в изучение графиков движения автомашин при парковании, и в результате выдвинул идею о системе пилообразного в плане паркования, при котором размеры передвижений и помехи машин друг другу резко уменьшались. Сам архитектор в своих эскизах и чертежах называл этот способ паркования «системой Мельникова», но позднее его стали именовать «прямоточной системой».

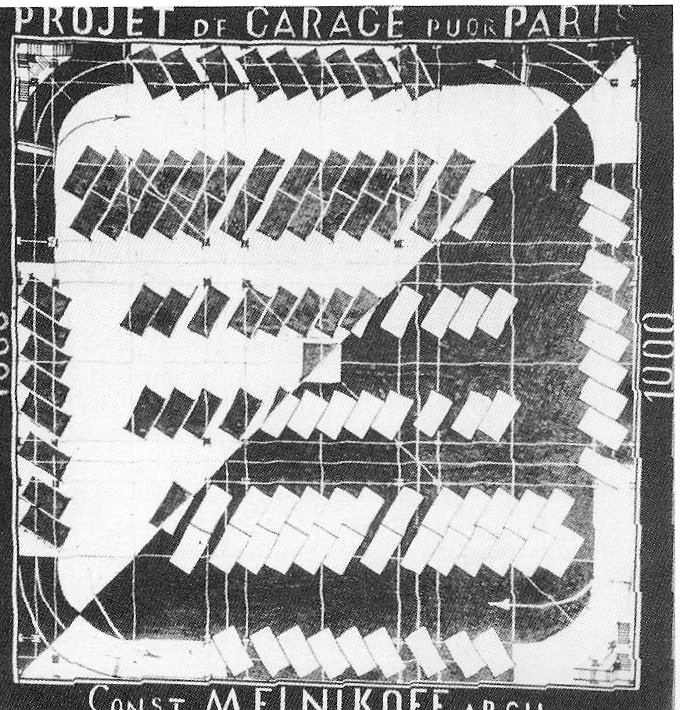
Эскиз гаража для такси в Париже (кубический вариант), 1926 год
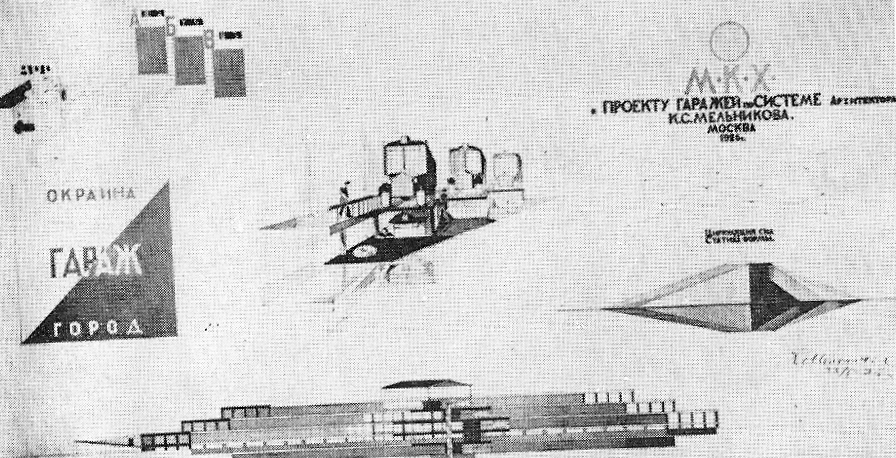
Эскиз пятиэтажного варианта постройки Бахметьевского гаража, 1926 год
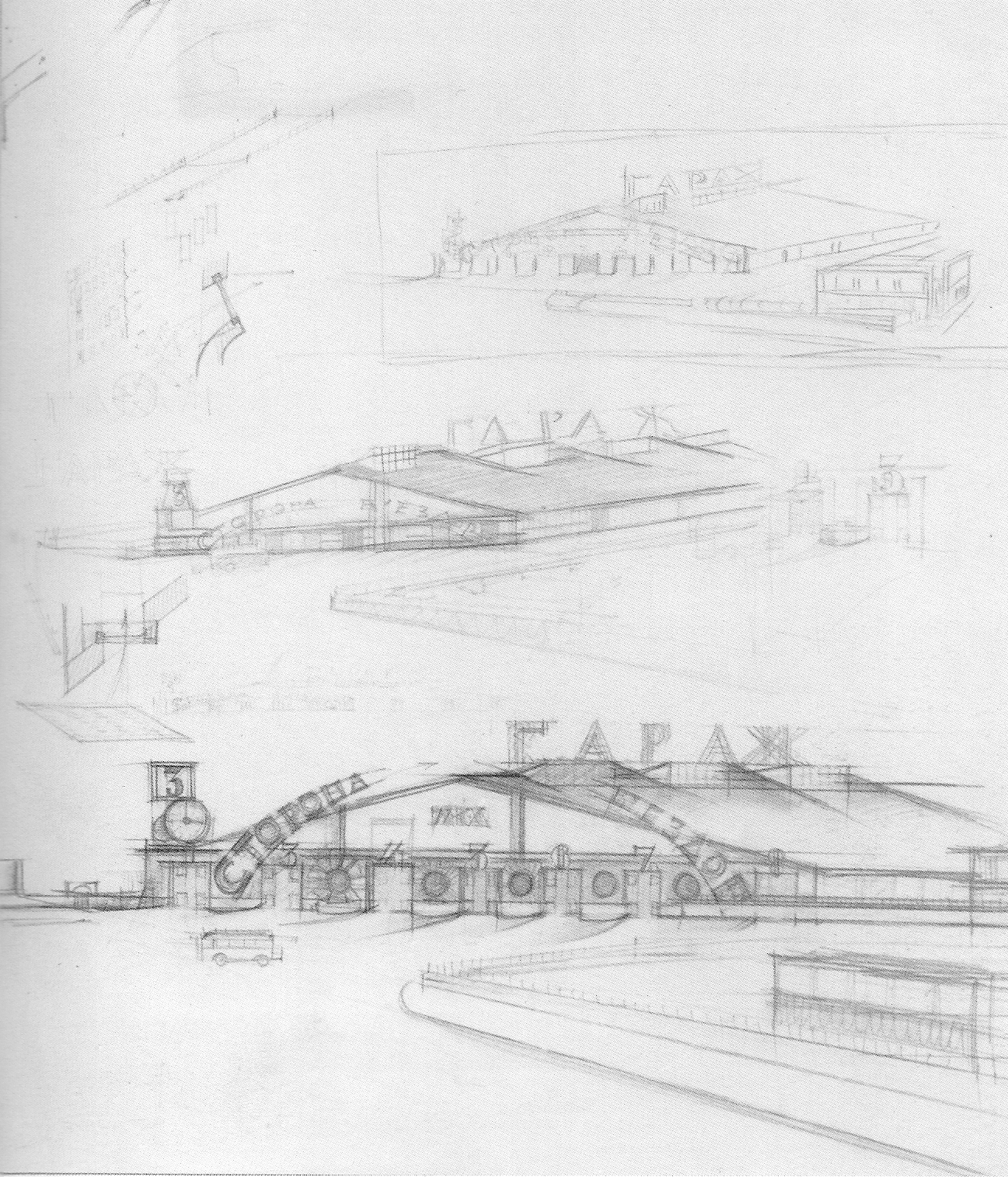
Один из последних эскизов Бахметьевского гаража, 1926-1927 год
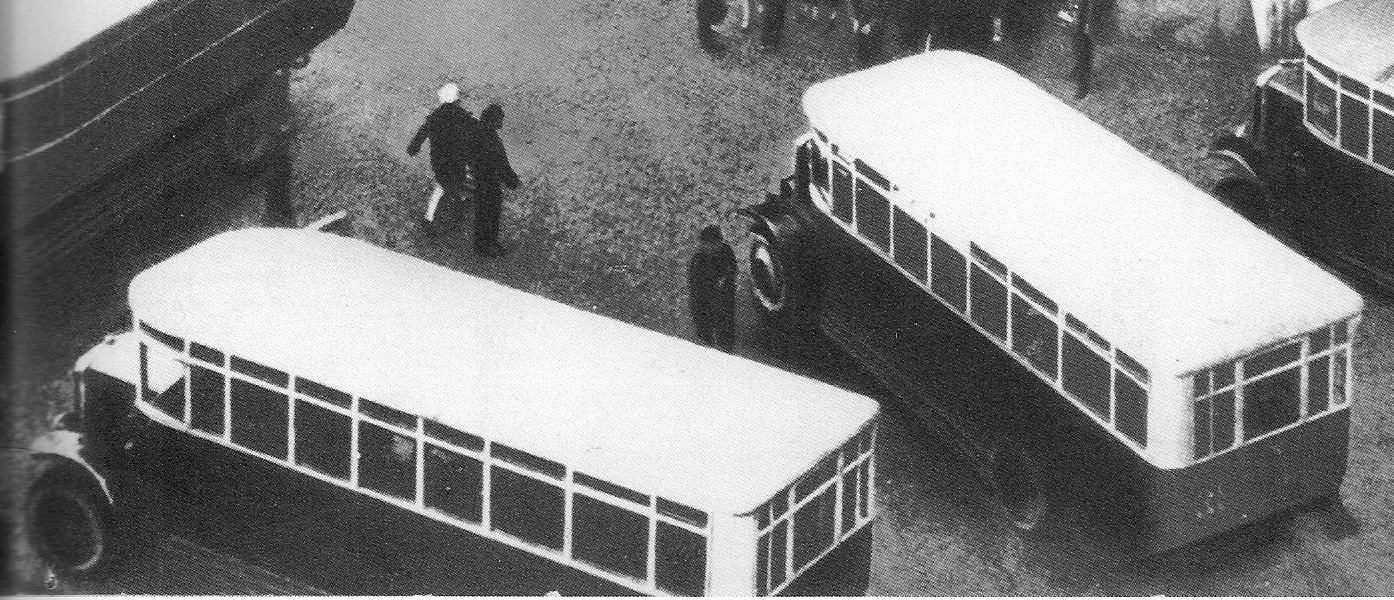
Автобусы «Лейланд», 1927 год

К моменту включения Мельникова в проектирование автобусного парка уже имелись утверждённые рабочие чертежи и проект строительства в Марьиной роще на Бахметьевской улице гаража обычного для тех лет манежного типа. Мельников лично отправился в Моссовет с предложением альтернативного проекта. Утром 16 мая 1926 года на Арбузовскую площадь столицы были выведены автобусы для опытного сравнения гаражей существующей системы с системой предложенной Мельниковым. 30 автобусов и грузовиков МКХ попеременно входили и становились на места в нарисованные краской на мостовой два типа гаража : один по системе Мельникова, другой — обычного манежного типа. Хронометрические замеры, проведённые техническим советом Московского коммунального хозяйства, показали существенные преимущества предложений К. С. Мельникова и ему было поручено проектирование Бахметьевского автобусного парка.

Перед нами высился бастион из утверждённых к постройке чертежей и суровое упрямство властей автотранспорта, — писал К. С. Мельников, — Но более властным оказалось желание пришедшего с улицы архитектора …Рождённая Искусством идея проникла в сердца моих врагов и, после проведённых 16 мая 1926 года опытов, со мной был подписан договор на постройку манежа неведомой Москве косоугольной формы на прямоугольном участке Бахметьевской, ныне Образцова улице, с длинного порога которой взвился мой ЗОЛОТОЙ СЕЗОН.
В первоначально разработанном проекте Бахметьевского гаража К. Мельников предлагал разместить его в пятиэтажном здании с заглублением двух этажей в землю, для минимизации пробега машин между этажами. Гараж состоял из двух пересекающихся зданий, причём в пересечении был запроектирован светлый зал с платформами для осмотра машин. Въезд и выезд из гаража происходил по спирали. Однако этот, как назвал его позднее сам К. Мельников, «формалистический» подход не был принят и проект был переработан.

## Архитектурно-планировочное решение
Бахметьевский гараж всегда воспринимался исследователями творчества К. Мельникова и специалистами по советской архитектуре 1920—1930-х годов как отдельно стоящий объект, «образец чистой формы».
Однако в 1999 году, в ходе подготовки к мемориальной выставке «Константин Мельников и Москва. Диалог с городом», организованной в рамках сотрудничества Московского архитектурного института, факультета архитектуры Политехнического университета в Милане, архитектурного факультета Технического университета в Дельфте и университета в Штутгарте, в московских архивах был обнаружен оригинальный, неопубликованный нигде ранее генеральный план участка Бахметьевского автобусного парка с чертежами, выполненными К. С. Мельниковым.
Изучение генерального плана позволяет сделать вывод, что согласно первоначальному замыслу архитектора, Бахметьевский гараж был композиционной доминантой целого комплекса, включающего в себя помимо гаража здания административного корпуса, котельной, бензинохранилища и авторемонтных мастерских, складывающихся в единую образную композицию различных геометрических фигур, принимающих на плане формы эллипса, круга и прямоугольника. В основу пространственной композиции Бахметьевского автобусного парка архитектором была положена диагональ, по оси которой был поставлен гараж. Такое оригинальное размещение главного объекта помимо ярких художественных достоинств имело и ряд функциональных преимуществ: в свободных углах прямоугольного участка появлялась возможность расположить необходимые автобусному парку дополнительные здания и сооружения. В организации застройки углов участка был использован классический архитектурно-планировочный прием: композиционно выделенный центр, фланкированный крыльями.
Мастерские и котельная были объединены в мельниковском генеральном плане в единый расположенный в глубине двора комплекс, роль центра которого исполнял овальный в плане объём с открытым внутренним двором. Административный корпус, состоящий из двух объёмов, расположенных перпендикулярно друг к другу вдоль красных линий пересекающихся улиц (Бахметьевской улицы и вновь создаваемого проезда (ныне Новосущёвский переулок), группировался перед круглым объёмом бензинохранилища, являющегося внутренним композиционным акцентом. Расположение всех, на первый взгляд разнохарактерных элементов планировки, подчинялось строгой геометрии и создавало ощущение устойчивого равновесия при композиционной самодостаточности каждого элемента.
Первоначальный генеральный план, разработанный Мельниковым в 1926 году, был реализован лишь частично. Неизменными остались только местоположение и геометрическая форма гаража в виде параллелограмма (сам Мельников называл эту форму трапецией).
Трапециевидное здание гаража размером 54 на 167 метров и общей площадью 8575 квадратных метров одной своей формой задавало правила движения автотранспорта под тупым углом 127° по отношению к оси гаража. Сам архитектор называл этот принцип движения не иначе как «формулой»:

ФОРМУЛА: Система гаража, отличающаяся тем, что автомашина ставится на место и выезжает из гаража путём поступательного хода передом в одном направлении с поворотом под тупым углом.
Система расстановки автотранспорта уступами к направлению внутреннего проезда позволила более плотно разместить автобусы в гараже и сэкономить пространство, а также получить существенные эксплуатационные преимущества: при установке на место и выезде автобусов избегалась обычная в других типах гаражей необходимость маневрирования, движения задним ходом и использования помощи специального персонала. Построенное в конце 1920-х годов здание Бахметьевского гаража оставалось рентабельным вплоть до 1970-х годов, так как конструкция оказалась способной вмещать увеличение как количества машин, так и их размеров.

Моя система, — писал в 1969 году Константин Мельников, — как психологический натиск, нарушила все существовавшие нормы, сузив отверстие расходования средств и времени на пользование автотранспортом".
Примечательно, что все четыре фасада здания имеют разное архитектурное решение. Это связано не только с тем, что фасады выполняли разные функции, но и обусловлено своеобразным творческим почерком архитектора, заметным в большинстве его построек. Главный торцевой фасад гаража с семью въездными воротами обращён на улицу Образцова.
Вертикальные простенки между въездными порталами, образно напоминающими приоткрытые книги, а также часть плоскости стены над воротами, остеклены. В верхней части главного фасада Мельников поместил крупную рельефную надпись: «Сторона въездов», при строительстве добавилась надпись «Бахметьевский автобусный парк», на картуше — «Московское коммунальное хозяйство. Гараж построен в 1926-27». Крупными римскими цифрами над воротами были обозначены номера рядов.
Выезд из гаража осуществлялся через ворота, расположенные на заднем торцевом фасаде. Над четырьмя центральными воротами заднего фасада размещаются большие круглые окна, напоминающие иллюминаторы. Ещё восемь выездов из гаража устроены в продольной северной стене. Здесь простенки между воротами заполнены горизонтальным ленточным остеклением. Южная стена гаража имеет сплошное ленточное остекление в два яруса. Ритмично расположенные на фасадах гаража окна разных типов, чередующиеся с прямоугольными порталами, придают зданию особую художественную образность, свойственную творчеству Мельникова.
Внутреннее пространство гаража не имеет перегородок и решается по типу крытого манежа, разделённого на три нефа 18-ю тонкими металлическими колоннами. На стальные колонны опираются продольные лёгкие подстропильные фермы, а также несущие средние и боковые стропильные фермы и связи, удерживающие кровлю площадью более 8 500 квадратных метров. У западной и восточной стен здания были устроены две металлические винтовые лестницы, ведущие на мостики, которые позволяли осматривать автотранспорт сверху и контролировать состояние кровли и перекрытий.
Металлические конструкции Бахметьевского гаража — одна из последних крупных работ выдающегося русского инженера Владимира Григорьевича Шухова. Архитектор сам обратился к В. Г. Шухову с просьбой спроектировать перекрытия для Бахметьевского гаража и гаража на Новорязанской улице. Мельников понравился Шухову своей неординарностью, талантливостью, умением самостоятельно мыслить и тот согласился на предложение молодого архитектора К. C. Мельников так вспоминал о своей первой встрече с В. Г. Шуховым:

Не забуду своей встречи с Владимиром Григорьевичем Шуховым в 1926 году. Я привёз ему заказ на перекрытие Бахметьевского гаража, и что же? Вместо обсуждения дела он настойчиво усаживал меня на диван, а сам, восьмидесятилетний, стоя рассказывал мне о значении сомкнутых сводов русских церквей
Бахметьевский гараж и гараж на Новорязанской улице, вместе с завершившимся в то же время зданием управления Ново-Сухаревского рынка, были первыми капитальными, долговечными по функциями, построенными не из дерева сооружениями Константина Мельникова. Здание гаража нередко характеризуют как постройку в духе конструктивизма или функционализма. Однако, при известных чертах внешнего сходства, творчество Мельникова было вне модных в то время архитектурных течений и он категорически возражал, когда его постройки относили к этим стилям:

В наш век появления Конструктивизма, Рационализма, Функционализма и АРХИТЕКТУРЫ не стало…, — писал К. Мельников, — Что касается меня, я знал другое, и это другое — не один конструктивизм. Люблю личность, уважаю личность и услаждаю личность. Каждую догму в своем творчестве я считал врагом, однако конструктивисты все в целом не достигли той остроты конструктивных возможностей, которые предвосхитил я на 100 лет.
В марте 1927 года Константин Мельников разработал новый генеральный план застройки участка. Структура комплекса была существенно упрощена и стала более механистичной, что, очевидно, было связано с корректировкой границ участка и технологическими требованиями. К началу 1928 года кроме здания Бахметьевского гаража был построен административный корпус, имевший прямоугольный объём, поставленный вдоль Бахметьевской улицы. Композиционным центром главного фасада административного здания является выступающий за основную плоскость стены объём лестничного пространства и примыкающий к нему вестибюль. Тогда же была построена часть крыла комплекса мастерских. В дальнейшем К. С. Мельников непосредственного участия в работе над комплексом Бахметьевского автобусного парка не принимал, а достройкой руководил архитектор В. И. Курочкин.
Переработанный В. Курочкиным первоначальный проект авторемонтных мастерских лишался эллипсовидных объёмов и состоял из прямоугольных кирпичных корпусов, поставленных под углом друг к другу вдоль западной и южной границ участка. Зальное пространство мастерских было перекрыто стальными фермами с верхним световым фонарем в центре. По мнению некоторых исследователей, конструкции корпуса и перекрытий мастерских также могли быть разработаны при участии В. Г. Шухова

## История гаража

### 1927—1999 годы
Бахметьевский гараж начал частично эксплуатироваться 1 ноября 1927 года, в связи с чем из Ордынского автобусного парка сюда поступили первые 60 автобусов «Лейланд». В апреле 1928 года гараж на Бахметьевской улице был окончательно достроен и сюда были переведены все пассажирские автобусы с Большой Ордынки.
После открытия в 1930 году авторемонтных мастерских, спроектированных архитектором В. Курочкиным, автобусный парк получает номер Первого. Бахметьевский автобусный парк в первой половине 1930-х годов был самым крупным в городе и обслуживал более 75 % маршрутов столицы: из 234 автобусов, работающих к 1931 году в Москве, 177 эксплуатировалось парком № 1 на Бахметьевской улице. Помимо эксплуатации пассажирских маршрутов, Бахметьевский автобусный парк осуществлял ремонт и переоснащение автобусов. Так, в мае-июле 1936 года на маршруте № 4 от Краснопресненской заставы до Серебряного бора испытывались три автобуса ЗИС-8 с прицепами, построенными в мастерских Бахметьевского парка.
В начале Великой Отечественной войны Бахметьевский автобусный парк был переоборудован в центральные авторемонтные мастерские (ЦАРМ), на которых ремонтировались фронтовые машины и производились детали для «Катюш», а основная часть автобусов была направлена в армию и частично передана во 2-й автобусный парк, где они также использовались для военных нужд. В конце 1945 года парк вновь стал обслуживать общественный транспорт Москвы, возобновив свою работу как 3-й автобусный. В момент возобновления деятельности в Бахметьевском парке эксплуатировалось 55 пассажирских автобусов.
В конце 1961 года здесь эксплуатировалось 444 автобуса при ёмкости Бахметьевского парка в 186 мест. В связи с перегруженностью парка, в 1962 году была проведена реконструкция территории и место под стоянку автомашин существенно расширилось. К началу 1995 года в 3-м автобусном парке находилось 385 автобусов, в том числе 275 ЛиАЗов и 109 Икарусов.
В 1990 году, в связи со 100-летием со дня рождения К. С. Мельникова, комплекс Бахметьевского автобусного парка в составе здания Бахметьевского гаража, административного корпуса и здания мастерских включён в Список объектов культурного наследия Москвы. В 1997 году было принято Постановление Московской городской думы, которым здание Бахметьевского гаража было отнесено к перечню памятников истории и культуры, разрешённых к приватизации.
За время эксплуатации Бахметьевского автобусного парка по его первоначальному назначению здания не реставрировались, появились многочисленные постройки, искажающие первоначальную композицию комплекса. С фасада Бахметьевского гаража исчезли объёмные надписи, оконные переплёты заменены стеклоблоками, здание несколько раз штукатурилось и перекрашивалось с отступлениями от первоначального проекта.
В связи с тем, что здание гаража нуждалось в срочной реставрации, а также учитывая возросшую численность эксплуатируемых автобусов, которые уже не умещались на отведённом участке, в 1999 году 3-й автобусный парк был выведен с улицы Образцова в Бибирево.

### «Новая судьба» Бахметьевского гаража
Первоначально на высвобождаемых площадях Бахметьевского парка предполагалось разместить специализированное предприятие по централизованному техническому обслуживанию автобусов и заказным перевозкам. Однако, после вывода с территории автобусного парка, поступило несколько новых предложений по использованию освободившегося участка. Здесь предлагалось разместить музей городского транспорта Москвы, Министерство культуры РФ и Российская академия художеств выступили с одинаковой инициативой — разместить в Бахметьевском парке музей современного искусства, Мосгортранс предложил воздвигнуть на территории Бахметьевского автобусного парка 20-этажный элитный дом, а Московский еврейский общинный центр Хабад Любавич — создать общеобразовательную еврейскую школу, а сам гараж реконструировать под хасидский культурный центр.
За последний вариант ратовала и синагога «Марьина Роща», расположенная неподалёку от автобусного парка. 9 января 2001 года земельный участок, на котором расположен Бахметьевский гараж, Постановлением Правительства Москвы был передан в безвозмездное пользование Марьинорощинской еврейской общине для организации учебно-воспитательного и спортивно-досугового комплекса за счёт собственных и привлекаемых средств общины. Выбор в пользу размещения на территории Бахметьевского парка еврейского центра был сделан лично Мэром Москвы Ю. М. Лужковым:

Когда ко мне пришли представители еврейской общины и попросили предоставить место для центра, я сразу увидел в их глазах желание сделать добро. Я дал согласие, но не ожидал, что результат будет таким быстрым
В сентябре 2001 года Главное управление охраны памятников (ГУОП) г. Москвы направило экспертов с проверкой прочности металлоконструкций здания гаража. Экспертное заключение оказалось малоутешительным: элементы ферм изъедены коррозией, несущий каркас не имеет запаса прочности и со дня на день может обрушиться. Однако вместо разработки проекта реставрации гаража, еврейская община начала самовольный демонтаж уникальных шуховских ферм.
У здания Бахметьевского гаража, являющегося охраняемым государством объектом культурного наследия, была полностью разобрана крыша с фонарями верхнего света, демонтированы 12 оригинальных пролётов металлических ферм (треть от общего количества), ликвидировано заполнение окон.
В конце того же года под влиянием общественности разборка здания гаража была приостановлена и к проекту реконструкции участка были привлечены архитектор А. Воронцов, архитектор-реставратор Г. Мудров, специалисты в области архитектуры XX века Е. Никулина и Ю. Волчок. По проекту архитектора Воронцова на охраняемой территории ансамбля Бахметьевского автобусного парка должны появиться новые архитектурные объёмы, а некоторые существующие здания должны быть реконструированы. Так, непосредственно в здании гаража намечалось разместить экспозиции, посвящённые истории еврейства в России, спортивные залы и плавательный бассейн. Часть стен предполагалось снести с последующим «реставрационным восстановлением», а под зданием гаража должна была разместиться подземная парковка на 275 машин, а также технические и вспомогательные помещения культурно-спортивного центра.. В здании административного корпуса должна разместиться общеобразовательная школа, соединённая единым подземным пространством со зданием Бахметьевского гаража.
Проект реконструкции территории Бахметьевского автобусного парка несколько раз претерпевал изменения и работы проводились, в основном, по реставрации здания Бахметьевского гаража и авторемонтных мастерских. Над внутренним пространством гаража работало архитектурное бюро Юрия Григоряна «Меганом», а на завершающем этапе к приспособлению интерьера здания под выставочное пространство был привлечён лондонский архитектор канадского происхождения Джейми Фоберт (Jamie Fobert), известный дизайном выставок для галерей Тейт и Тейт Модерн. К середине 2008 года реставрация гаража была в целом завершена: восстановлены утраченные металлоконструкции, по архивным фотографиям и чертежам К. Мельникова воссоздан главный фасад здания с крупными надписями над въездными порталами. Вместе с тем при реставрации были допущены очевидные ошибки, искажающие образ архитектурного памятника. Так, в здании протекает крыша, а реставрированные фасады несут на себе явные черты «евроремонта»: яркие цвета окраски, пластиковые окна, нарушающие первоначальный рисунок оконных переплётов.
17 октября 2007 года на территории Бахметьевского автобусного парка состоялось открытие первого в России многофункционального благотворительного центра «Шаарей цедек» («Врата милосердия»), в церемонии открытия которого приняли участие мэр Москвы Юрий Лужков, председатель Федерации еврейских общин России, главный раввин России Берл Лазар, певец Иосиф Кобзон. Генеральным спонсором благотоворительного центра выступил предприниматель Роман Абрамович. В настоящее время на территории парка находятся московская еврейская школа «Месивта», московская еврейская духовная семинария «Ешива Томхей Тмимим», московская еврейская служба занятости «Аводат Хесед». В реконструированном здании авторемонтных мастерских, являющихся памятником архитектуры, располагается многофункциональный еврейский медицинский центр и благотворительная столовая.

#### Еврейский музей и центр толерантности
С 2008 по 2012 год в здании располагался Центр современной культуры «Гараж». Во время работы центра там проходили выставки семинары, лекции, дискуссии и кинопоказы. Затем «Гараж» передали Еврейскому музею и центру толерантности.
В 2002 еврейская община Москвы, которой город передал гараж в безвозмездное пользование, инициировала реставрацию. Специалистам удалось сохранить в первоначальном виде внутреннюю планировку здания, частичную штукатурную отделку, главные въезды с восточного фасада.
Согласно планам Федерации еврейских общин России, в здании Бахметьевского гаража в 2010 году планировалось открыть Российский еврейский музей толерантности (РЕМТ), создание которого должно способствовать укреплению межнациональных и межконфессиональных отношений в Российской Федерации.
Эту идею поддержал в беседе с Берлом Лазаром второй Президент России Владимир Путин, выразивший желание перечислить в фонд строительства музея своё месячное вознаграждение. Свою поддержку созданию еврейского музея толерантности выразил также директор ФСБ РФ Николай Патрушев, передавший для музейных фондов 16 документов, касающихся судьбы шведского дипломата Рауля Валленберга, спасшего во время Второй мировой войны десятки тысяч евреев.
Развёрнутая презентация проекта РЕМТ впервые состоялась в рамках Второго международного фестиваля искусств «Традиции и современность» в московском Манеже в марте 2008 года, где были показаны некоторые экспонаты обширной коллекции, демонстрирующей своеобразие и богатство культуры и искусства российских и советских евреев, среди которых ценные и высокохудожественные атрибуты иудейского богослужения (ханукии, бсамим, парохет, меноры), работы художников А. Лаховского, Мане-Каца, С. Юдовина и других.
15 сентября 2008 года в Бахметьевском гараже состоялась пресс-конференция президента Федерации еврейских общин России Александра Бороды, на которой он сделал презентацию Российского еврейского музея толерантности.
Музей открылся в 2012 году Постоянная экспозиция музея и центра толерантности рассказывает об этапах развития России со времён царствования Екатерины II до наших дней. В основе выставки — культура и быт еврейского народа. Во всех 12-ти тематически оформленных залах установлены интерактивные экраны, аудиовизуальные инсталляции, основой которых стали фото и видеоархивы, документы, интервью. В музее проходят и выставки уникальных фотографий, книг и документов, а также культовых произведений советского авангарда эпохи модернизма.

## В культуре и искусстве
- Одна из сцен вышедшего в 1929 году немого документального фильма режиссёра Дзиги Вертова «Человек с киноаппаратом» снята в Бахметьевском гараже.
- Бахметьевский гараж запечатлён вместе с его создателем в фотоработах выдающегося советского фотографа А. Родченко.

### Комментарии
1. ↑  Уровень популярности Мельникова в Париже зафиксирован в повести И. Эренбурга «Лето 1925 года», где есть эпизод, показывающий, как «мода на Мельникова докатилась до самых широких слоев падких на любую новинку парижан, стала приметой времени и молвой улицы: случайная прохожая называет своему спутнику самые острые на её взгляд признаки современности — футбол, джаз, павильон, выстроенный Мельниковым…» (см. И. Эренбург. Лето 1925 года. М., 1926, с. 205).

## Статьи и публикации
- Елена Фанайлова. В Москве открывается центр современного искусства «Гараж» // Радио «Свобода» : радиостанция. — 2008. — 19 июня.
- Архитектурный мираж Бахметьевского гаража. Статья в журнале «Архитектурный вестник» № 5 за 2004 год.

## Внешние медиафайлы
- Бахметьевский автобусный парк в фильме «Человек с киноаппаратом», 1929 на YouTube